# VK Jadran Split (žene)
Ženska vaterpolska ekipa "Jadrana" iz Splita, Splitsko-dalmatinska županija. 
 
Klub se natječe u "Prvoj HVL za žene".  

## O klubu
Ženska vaterpolo sekcija pri "Jadranu" je prvi put formirana 1953. godine, te je ugašena sljedeće godine. Zbog nedostatka drugih klubova, igračice su mogle jedino vaterpolo igrati na treninzima ili protiv muških momčadi. 
 
Do obnove ženske sekcije dolazi 1983. godine, a čine je igračice koje su ujedno i plivačice iz tri splitska kluba - "Jadrana", "Mornara" i "POŠK-a". Sljedeće dvije godine se ekipa nateče u Prvenstvu Hrvatske i neslužbenom prvenstvu Jugoslavije, ali onda zbog manjka ženskih klubova dolazi do mirovanja koje traje do 1987. godine. Od 1988. do 1990. pod imenom "Jadran-Koteks" se natječe u nanovo formiranom hrvatskom prvenstvu, koje je istovremeno bilo i Prvenstvo Jugoslavije. Suparnice "Jadran-Koteksa" su bile vaterpolistice "KEY-a" iz Opatije. 
 Nakon 1990.  dolazi do privremenog zamiranja ženskog vaterpola u Hrvatskoj. Sljedeći ženski klub u Splitu je osnovan 2000. godine pri "POŠK-u" - današnja "Bura". 
 
2019. godine je došlo do onove rada ženske ekipe "Jadrana".

## Uspjesi
Prvenstvo Hrvatske / Prva liga za žene
- doprvakinje: 2020.

Prvenstvo SR Hrvatske
- prvakinje: 1988., 1989.
- doprvakinje: 1983., 1984., 1990.

Prvenstvo Jugoslavije
- doprvakinje: 1983., 1984.

## Unutarnje poveznice
- Vaterpolski klub Jadran Split
- Ženski vaterpolski klub Bura
- OVK POŠK Split (žene)